# Droits LGBT en Grèce
La Grèce est considérée comme un pays libéral en ce qui concerne les droits des personnes lesbiennes, gays, bisexuelles et transgenres (LGBT). Elle est notamment devenue le trente-septième pays au monde à légaliser le mariage homosexuel, en 2024,.

## Statut légal de l'homosexualité
Les actes sexuels entre hommes ont été décriminalisés en Grèce en 1951, lors de la promulgation du nouveau code pénal. Néanmoins, l'article 347 du code pénal prévoyait un âge de consentement différent selon le genre des partenaires. En effet, dans le cas de deux hommes, si l'un est âgé de plus de 18 ans, le second devait au minimum avoir 17 ans, et non pas 15 ans comme dans tous les autres cas de figure. Cette référence a été abolie en 2015 par le gouvernement Tsípras II.

## Reconnaissance des couples de personnes de même sexe

### Unions civiles
Le paysage politique et l'opinion publique grecs restent longtemps divisés sur la question de la reconnaissance des couples de personnes de même sexe, un clivage que l'on retrouve entre les deux principaux partis et leurs électorats, SYRIZA qui soutient le mariage homosexuel, et Nouvelle Démocratie qui s'y oppose totalement. En 2008, le gouvernement Karamanlís, dirigé par le conservateur Kóstas Karamanlís, a créé le « pacte de vie commune », une forme de partenariat civil instituant un régime plus souple que le mariage, mais, comme celui-ci, réservé aux couples hétérosexuels. Aussi, des associations LGBT et de défense des droits de l'homme ont porté plainte contre l'État grec devant la Cour européenne des droits de l'homme pour violation de la Convention européenne des droits de l'homme. Dans une décision rendue le 7 novembre 2013, cette dernière a estimé que bien qu'il n'y avait pas « d’obligation générale de l’État grec de prévoir en droit interne une forme de reconnaissance juridique des relations entre personnes homosexuelles », l'exclusion des couples homosexuels des « pactes de vie commune » était infondée.
À la suite de cette condamnation, plusieurs partis de gauche (Mouvement socialiste panhellénique (PASOK), DIMAR) ont annoncé leur intention de faire évoluer la loi et de la mettre en conformité avec la décision de la Cour européenne des droits de l'homme. En réponse à ces déclarations, un évêque orthodoxe a menacé d'excommunication les députés qui voteraient en faveur des droits des couples de personnes de même sexe.
En décembre 2015, un projet de loi du gouvernement Tsípras II (SYRIZA-ANEL) ouvrant le pacte de vie commune aux couples de même sexe est adopté par le Parlement grec,.

### Mariage des couples de même sexe
Le 19 janvier 2024, le Premier ministre Kyriakos Mitsotakis (du parti Nouvelle Démocratie) annonce vouloir proposer un projet de loi visant à légaliser l'adoption et le mariage pour les couples du même sexe en février 2024, à la suite d'une demande poussée par Stéfanos Kasselákis. Le projet de loi vise aussi à régulariser les enfants nés par GPA à l'étranger, sans pour autant permettre le recours à la PMA ou aux mères porteuses en Grèce.
Le Saint-Synode de l'Église de Grèce exprime son opposition au projet de loi le 23 janvier 2024. Une manifestation en ce sens rassemblant 4000 personnes a lieu le 11 février 2024 devant le parlement, quelques jours avant le vote sur le projet de loi.
Les députés votent en faveur de la légalisation du mariage et de l'adoption par 176 voix contre 76 le 15 février 2024,. Après avoir reçu la signature de la présidente Ekateríni Sakellaropoúlou, la loi entre en vigueur le lendemain à sa publication au journal officiel.

## Tableau récapitulatif
| Dépénalisation de l’homosexualité                                                   | depuis 1951                                                                                |
| Majorité sexuelle identique à celle des hétérosexuels                               | depuis 2015, fixée à 15 ans                                                                |
| Interdiction de la discrimination liée à l'orientation sexuelle à l'embauche        | depuis 2005                                                                                |
| Interdiction de la discrimination liée à l'identité de genre dans tous les domaines | depuis 2010, sauf pour le logement                                                         |
| Partenariat civil                                                                   | depuis 2015                                                                                |
| Mariage civil                                                                       | depuis 2024                                                                                |
| Adoption conjointe par les couples de personnes de même sexe                        | depuis 2024                                                                                |
| Adoption par les personnes homosexuelles célibataires                               | depuis 1996                                                                                |
| Droit pour les gays de servir dans l’armée                                          | Oui                                                                                        |
| Droit de changer légalement de genre                                                | depuis 2010, et sans stérilisation ou chirurgie depuis 2017                                |
| Gestation pour autrui pour les gays                                                 | autorisés pour les couples hétérosexuels                                                   |
| Accès aux FIV pour les femmes lesbiennes                                            | seulement les célibataires (pas de discrimination pure sur l'orientation, mais plutôt non) |
| Autorisation du don de sang pour les HSH                                            | depuis 2022                                                                                |

## Lutte contre les discriminations
Depuis 2005, les discriminations sur le lieu de travail en raison de l'orientation sexuelle d'une personne sont interdites, à part dans l'armée.
Les personnes trans sont quant à elle protégées par une loi de 2010 contre toutes formes de discriminations liées à l'identité de genre dans le domaine de l'emploi, de la sécurité sociale, de l'éducation et de la santé, mais pas dans de celui du logement.

### Acceptation sociale
Selon l'édition 2006 de l'Eurobaromètre, 77 % des Grecs pensaient qu'être gay ou lesbienne dans leur pays « tendait à être un désavantage » (la moyenne dans l'Union européenne étant de 55 %). De plus, 68 % d'entre eux estimaient que les discriminations basées sur l'orientation sexuelle étaient répandues en Grèce (UE25: 50 %), et 37 % qu'elles étaient plus répandues que cinq auparavant (UE25: 31 %). 84 % des Grecs déclaraient également de pas avoir d'ami ou de connaissance gay ou lesbienne (UE25: 65 %).
En juin 2013 le Pew Research Center a publié les données d'enquêtés menées dans 40 pays du monde, parmi lesquelles les réponses des enquêtés grecs à la question : « votre société devrait ou non accepter l'homosexualité ». Aussi, 53 % des Grecs répondaient que leur société devait accepter l'homosexualité, contre 40 % qui pensaient le contraire. Parmi ceux âgés de 18 à 29 ans, ils étaient 66 % à être faveur d'une acceptation de l'homosexualité par la société grecque, 62 % parmi ceux âgés de 30 à 49 ans, mais seulement 40 % parmi les plus de 50 ans.
Selon l'édition 2006 de l'Eurobaromètre, 15 % des Grecs étaient alors favorables au mariage homosexuel et 11 % à l'adoption homoparentale . En 2010, 63,9 % d'entre eux soutenaient la création d'un partenariat civil pour les couples de personnes de même sexe, et 38,5 % l'ouverture à ces couples du mariage, selon l'institut de sondage Kapa.
Depuis la montée en puissance d'Aube dorée, plusieurs cas d'agressions homophobes et transphobes ont été rapportées. En plus de tenir des propos homophobes, tels que le fait que les gays manqueraient de virilité, des membres du parti se sont fait remarquer en appelant le ministre allemand des affaires étrangères, Guido Westerwelle, « madame », en raison de homosexualité de ce dernier, mais également en appelant ses partisans à rejeter l'homosexualité, ou encore en annonçant aux femmes et aux homosexuels qu'« après les immigrés [ils seraient] les suivants »,,. La position clairement homophobe d'Aube dorée a ouvert la voie à une augmentation des agressions à caractère homophobe,. De plus, le fait que des membres de la police coopéreraient avec le parti, expliquerait pourquoi plusieurs femmes trans ont été arrêtées lors de la marche des fiertés de Thessalonique en 2013, sans raison valable apparente, par la police, brutalement attaquées et détenues illégalement « afin de garder la ville propre »,.